# Антарктиніт
Антарктикіт (рос. антарктикит; англ. antarcticite; нім. Antarcticit m) — гексагідрат хлориду кальцію.

## Загальний опис
Хімічна формула: CaCl2•6 H2O.
Містить (%): CaO — 17,5 %; Cl — 32,7; H2O — 49,2.
Домішки: Mg, Na, K.
Сингонія гексагональна.
Утворює голчасті кристали.
Густина 1,251.

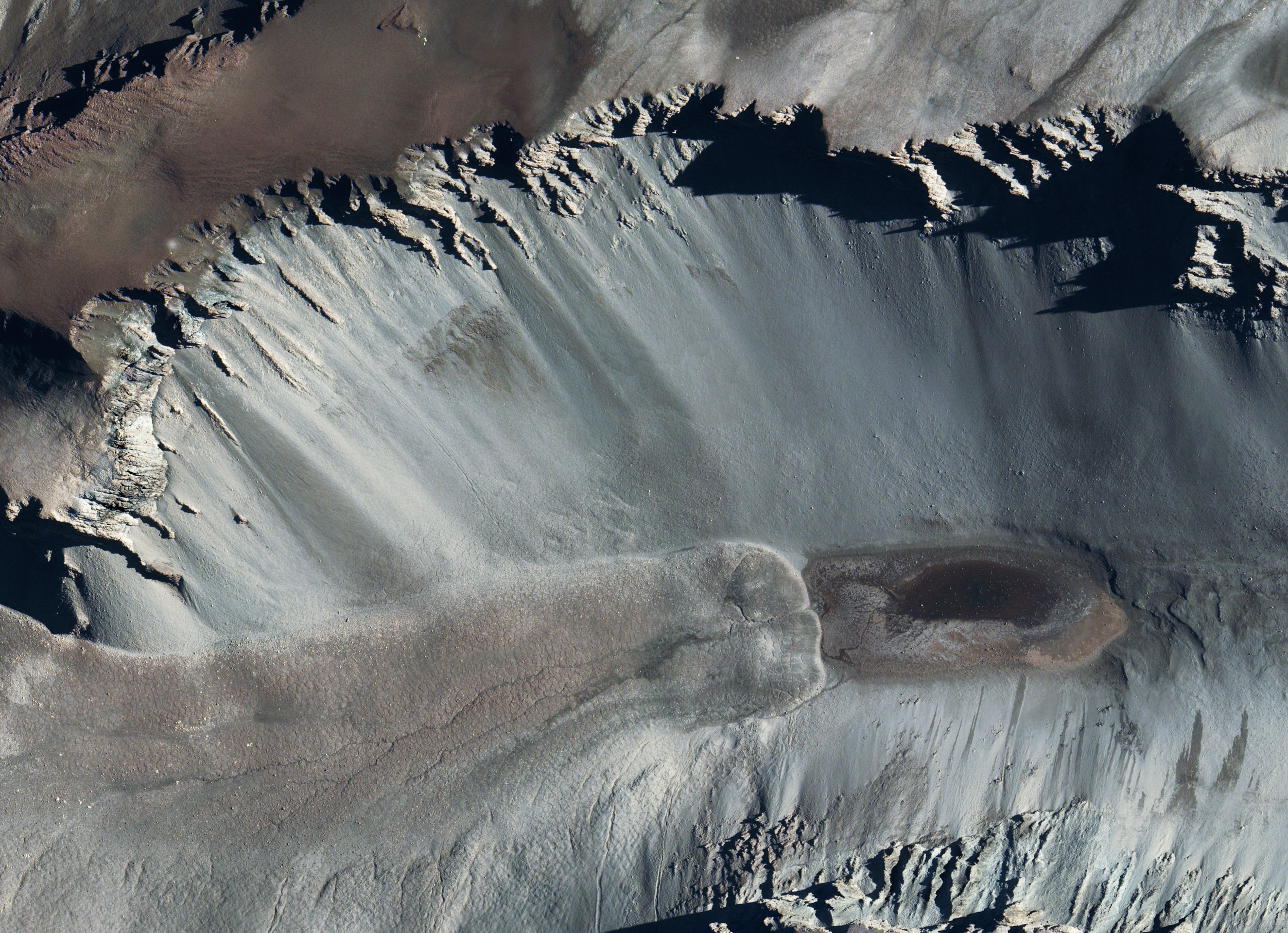
Озеро Дон-Хуан, Антарктида. Світлина з супутника.

Знайдений на дні водоймища Дон-Хуан (Земля Вікторії, Антарктида).